# اليكسيس كاسترو
اليكسيس كاسترو (بالإسبانية: Alexis Castro)‏ (18 أكتوبر 1994 ببوينس آيرس في الأرجنتين - ) هو لاعب كرة قدم أرجنتيني في مركز الوسط. لعب مع تيغري.

## وصلات خارجية
- اليكسيس كاسترو على موقع إي إس بي إن إف سي (الإنجليزية)
- اليكسيس كاسترو على موقع قاعدة بيانات كرة القدم.إي يو (الإنجليزية)
- اليكسيس كاسترو على موقع Soccerway.com (الإنجليزية)
- اليكسيس كاسترو على موقع AS.com (الإسبانية)